# Silent Alarm
Silent Alarm è il primo album in studio del gruppo musicale britannico Bloc Party, pubblicato il 14 febbraio 2005 nel Regno Unito e il 22 marzo negli Stati Uniti d'America. Sempre nel 2005 è stata pubblicata una versione remixata dell'album, Silent Alarm Remixed.

## Accoglienza
L'album ha raggiunto subito la terza posizione nella classifica degli album più venduti in Gran Bretagna. È stato inoltre nominato per il Mercury Music Prize del 2005 ed ha ottenuto il riconoscimento di Album dell'anno per il 2005 dalla rivista britannica NME.
La rivista Rumore lo elesse "album dell'anno".

## Nella cultura di massa
I brani The Pioneers e Blue Light (quest'ultimo nella versione Engineers Anti-Gravity' Mix) sono stai inseriti nella colonna sonora della serie televisiva The O.C. Mentre il brano This Modern Love è la colonna sonora finale nell'episodio 1x22 di How I Met Your Mother.

## Tracce
- Every Time Is The Last Time (nascosta nel pregap)

1. Like Eating Glass – 4:20
2. Helicopter – 3:40
3. Positive Tension – 3:54
4. Banquet – 3:22
5. Blue Light – 2:47
6. She's Hearing Voices – 3:29
7. This Modern Love – 4:25
8. The Pioneers – 3:35
9. Price of Gasoline – 4:19
10. So Here We Are – 3:53
11. Luno – 3:57
12. Plans – 4:10
13. Compliments – 4:40

## Tracce (riedizione)

### CD
- Every Time Is The Last Time (nascosta nel pregap)

1. Like Eating Glass – 4:20
2. Helicopter – 3:40
3. Positive Tension – 3:54
4. Banquet – 3:22
5. Blue Light – 2:47
6. She's Hearing Voices – 3:29
7. This Modern Love – 4:25
8. The Pioneers – 3:35
9. Price of Gasoline – 4:19
10. So Here We Are – 3:53
11. Luno – 3:57
12. Plans – 4:10
13. Compliments – 4:40
14. Little Thoughts – 3:30
15. Two More Years - 4:27

### DVD
- Disco A: US Tour Documentary "God Bless Bloc Party"
- Disco B: Bloc Party Live at the Eurockéennes Festival (Belfort, Francia, 1º luglio 2005) (Video)
- # Like Eating Glass
- # Banquet
- # Blue Light
- # Luno
- # Little Thoughts
- Disco C: (video)
- # Banquet (2004)
- # Little Thoughts
- # Tulips
- # Helicopter
- # So Here We Are
- # Banquet (2005)
- # The Pioneers
- # Two More Years
- # Banquet (The Streets Mix)

## Tracce (edizione giapponese)
1. Like Eating Glass – 4:20
2. Helicopter – 3:40
3. Positive Tension – 3:54
4. Banquet – 3:22
5. Blue Light – 2:47
6. She's Hearing Voices – 3:29
7. This Modern Love – 4:25
8. The Pioneers – 3:35
9. Price of Gasoline – 4:19
10. So Here We Are – 3:53
11. Luno – 3:57
12. Plans – 4:10
13. Compliments – 4:40
14. So Here We Are [Four Tet Remix][*] - 5:59
15. Plans [Mogwai Remix] [*] - 3:39
16. The Pioneers [M83 Remix] [*] - 14:09
17. Every Time Is The Last Time (traccia nascosta)

[*] = Bonus Track

## Formazione
- Kele Okereke - chitarra e voce
- Russel Lissack - chitarra
- Matt Tong - batteria e voce secondaria
- Gordon Moakes - basso e voce secondaria